# Kylian Mbappé
Kylian Mbappé Lottin, francoski nogometaš kamerunskega in alžirskega rodu, 20. december 1998, Pariz.
Mbappé igra kot napadalec za klub Real Madrid in francosko reprezentanco. Mbappé, ki velja za enega najboljših igralcev na svetu, slovi po svojih sposobnostih v preigravanju, izjemni hitrosti in zaključevanju.
Mbappé se je rodil v Parizu in odraščal v bližnjem Bondyju, svojo klubsko kariero pa je začel leta 2015 pri Monacu, kjer je osvojil naslov prvaka Ligue 1. Leta 2017, ko je bil star 18 let, je Mbappé podpisal pogodbo s Paris Saint-Germainem za morebitni trajni prestop v vrednosti 180 milijonov evrov, s čimer je postal drugi najdražji igralec in najdražji najstnik. Tam je osvojil štiri naslove prvaka Ligue 1 in tri naslove francoskega prvaka ter je drugi najboljši strelec kluba vseh časov. Leta 2020 je PSG pomagal priti v prvi finale Lige prvakov.